# Список переименованных населённых пунктов Липецкой области
В данном списке приведены населённые пункты, расположенные согласно современному административно-территориальному делению в Липецкой области России, название которых изменялось.

## Б
- Запираловка → Берёзовая Роща (сельский населённый пункт)[1]
- Дурновка → Борисово (сельский населённый пункт)[1]

## В
- Поганец → Вишневая (сельский населённый пункт)[1]
- Кукуй → Воргол (сельский населённый пункт)[1]

## Д
- Водопьяново → Донское (сельский населённый пункт)[2]

## З
- Пупки → Заречная (сельский населённый пункт)[1]
- Раскидаловка → Заречная (сельский населённый пункт)[1]
- Погореловка → Знаменская (сельский населённый пункт)[1]

## К
- Богослово → Калиновка (сельский населённый пункт)[1]
- Рясы → Калиновка (сельский населённый пункт)[1]

## Л
- Астапово → Лев Толстой (1932, сельский населённый пункт)[3]
- Вольный Запад → Лесной (сельский населённый пункт)[1]
- Погромнос → Лозовая (сельский населённый пункт)[1]

## Н
- Сухая Кобыла → Набережное (сельский населённый пункт)[1]
- Святоша → Нагорная (сельский населённый пункт)[1]
- Казинка → Новая Жизнь (сельский населённый пункт)[4]

## О
- Свинушки → Озерки (сельский населённый пункт)[1]
- Архисвятка → Октябрьская (сельский населённый пункт)[1]

## П
- Кабачек → Подгорная (сельский населённый пункт)[1]
- Подъячий → Полевой (сельский населённый пункт)[1]

## С
- Богохранимое → Садовая (сельский населённый пункт)[1]
- Гуляка → Садовая (сельский населённый пункт)[1]
- Раздеваловка → Садовая (сельский населённый пункт)[1]
- Богохраниловка → Сосновая (сельский населённый пункт)[1]
- Плоское → Становое (1984, сельский населённый пункт)[5]

## Х
- Холоповка → Краснозоринская (сельский населённый пункт)[1]

## Ч
- Ораниенбург (1702) → Раненбург → Чаплыгин (1948)[6]

## Источник
- Г. П. Смолицкая. Топонимический словарь Центральной России. — Москва: Армада-пресс, 2002. — 416 с.
- Е. М. Поспелов. Имена городов: вчера и сегодня (1917—1992): Топонимический словарь. — Москва: Русские словари, 1993. — 249 с.